# An-Nabigha az-Zubjani
An-Nabigha az-Zubjani (arab. النابغة الذبياني), właśc. Zijad ibn Mu’awija  (ur. ok. 535; zm. ok. 604) – pisarz i poeta dworski, jeden z ostatnich arabskich poetów czasów przed-islamskich. An-Nabigha znaczy po arabsku: geniusz.
Zaliczany do sześciu najznamienitszych poetów arabskich czasów przed-islamskich; wielu znawców tematu uważa go nawet za pierwszego pośród tych sześciu. Przebywał i tworzył m.in. na dworach: Ghassanidów i Lachmidów. Pisał głównie panegiryki, satyry i kasydy.
Najbardziej znana jego kasyda opisuje wielbłądzicę i dzikiego byka. Uznawana jest ona za tzw. mu’allakę, czyli jedną z kasyd znajdującą się w zbiorze siedmiu najpiękniejszych kasyd staroarabskich, zestawionego w VIII w. przez Hammada ar-Rawiję.